# Mohammed Fatau
Mohammed Fatau (ur. 24 grudnia 1994 w Akrze) – ghański piłkarz występujący na pozycji pomocnika w Gaziantepsporze.